# Nesle
Nesle – miejscowość i gmina we Francji, w regionie Hauts-de-France, w departamencie Somma.
Według danych z 2011 r. gminę zamieszkiwało 2456 osób, a gęstość zaludnienia wynosiła 318 osób/km² (wśród 2293 gmin Pikardii Nesle plasuje się na 94. miejscu pod względem liczby ludności, natomiast pod względem powierzchni na miejscu 628.).